# Bornem (bier)
Bornem is een Belgisch abdijbier, gebrouwen door Brouwerij Van Steenberge, te Ertvelde.

## Varianten
- Dubbel, bruin bier met een alcoholpercentage van 7,2%
- Tripel, amberkleurig bier met een alcoholpercentage van 9%

## Achtergrond
Dit bier is verbonden met de Sint-Bernardusabdij en draagt het label Erkend Belgisch Abdijbier sinds 1999. Oorspronkelijk werd dit bier vanaf 1957 gebrouwen door Brouwerij Beirens te Wommelgem. Wanneer deze brouwerij in 1971 failliet gaat, bereiken de paters van Bornem een akkoord met de huidige brouwerij. Oorspronkelijk stond er Sint-Bernard Abdijbier Bornem op de etiketten maar om verwarring met Sint-Bernardus van Watou te vermijden is de vermelding Sint-Bernard verwijderd.

Op het etiket staat een reiger met een vis in de bek. Reigers zijn veel voorkomende vogels in de streek rond Bornem. Verschillende horeca-zaken dragen "reiger" in de naam en het streekmuseum in Weert, een deelgemeente van Bornem, heet "De Zilverreiger".

## Etiketbieren
De Bornem Tripel is het moederbier van onder meer de Maerlant Damse Tripel, verspreid in Damme, gelanceerd in 1996, van de Abdij van Roosenberg Tripel en van Keizersberg.
De Bornem Dubbel is het moederbier van onder meer het Uilenspiegelbier uit Damme en van Abdij van Roosenberg Dubbel.

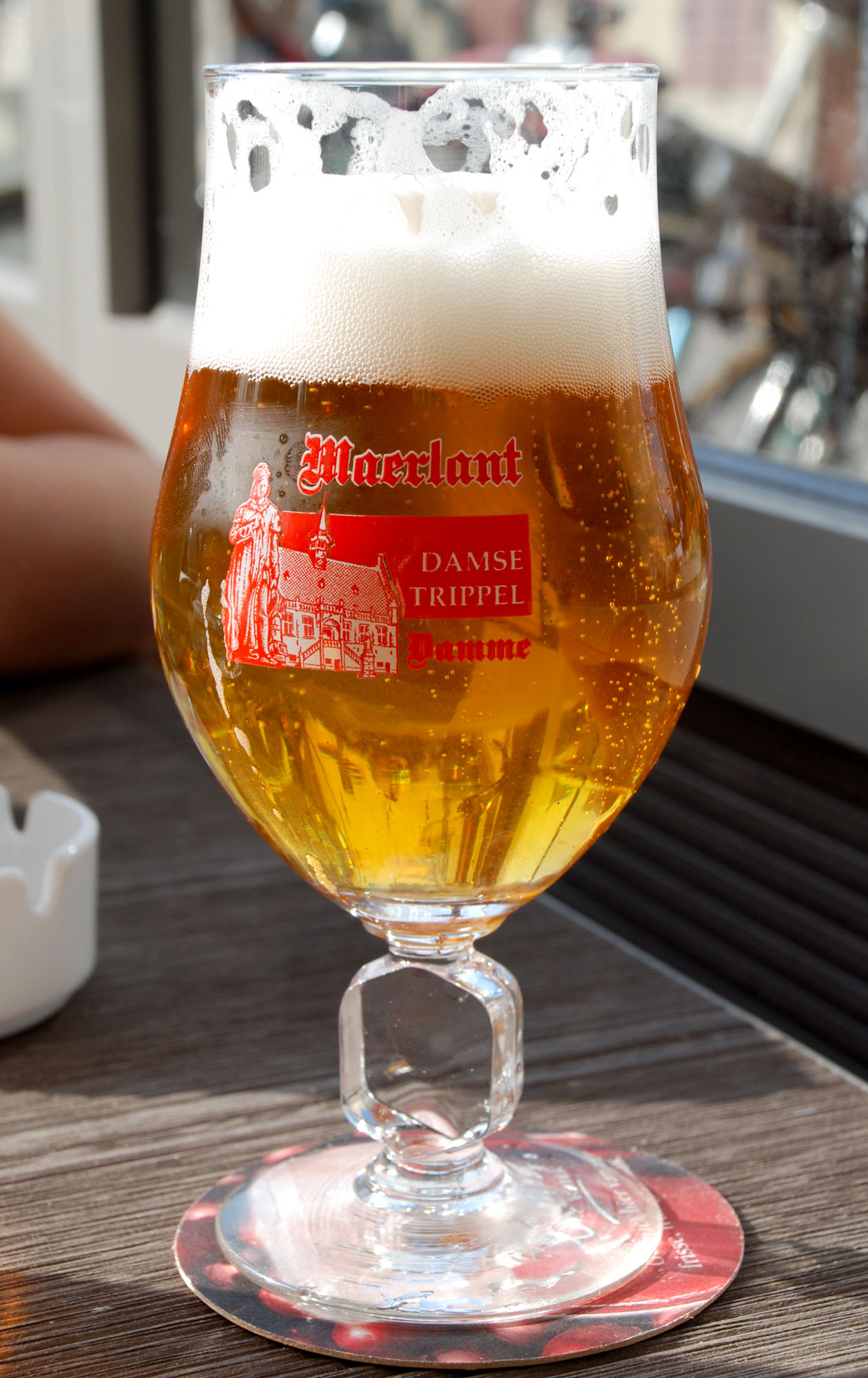
Maerlant Damse Tripel
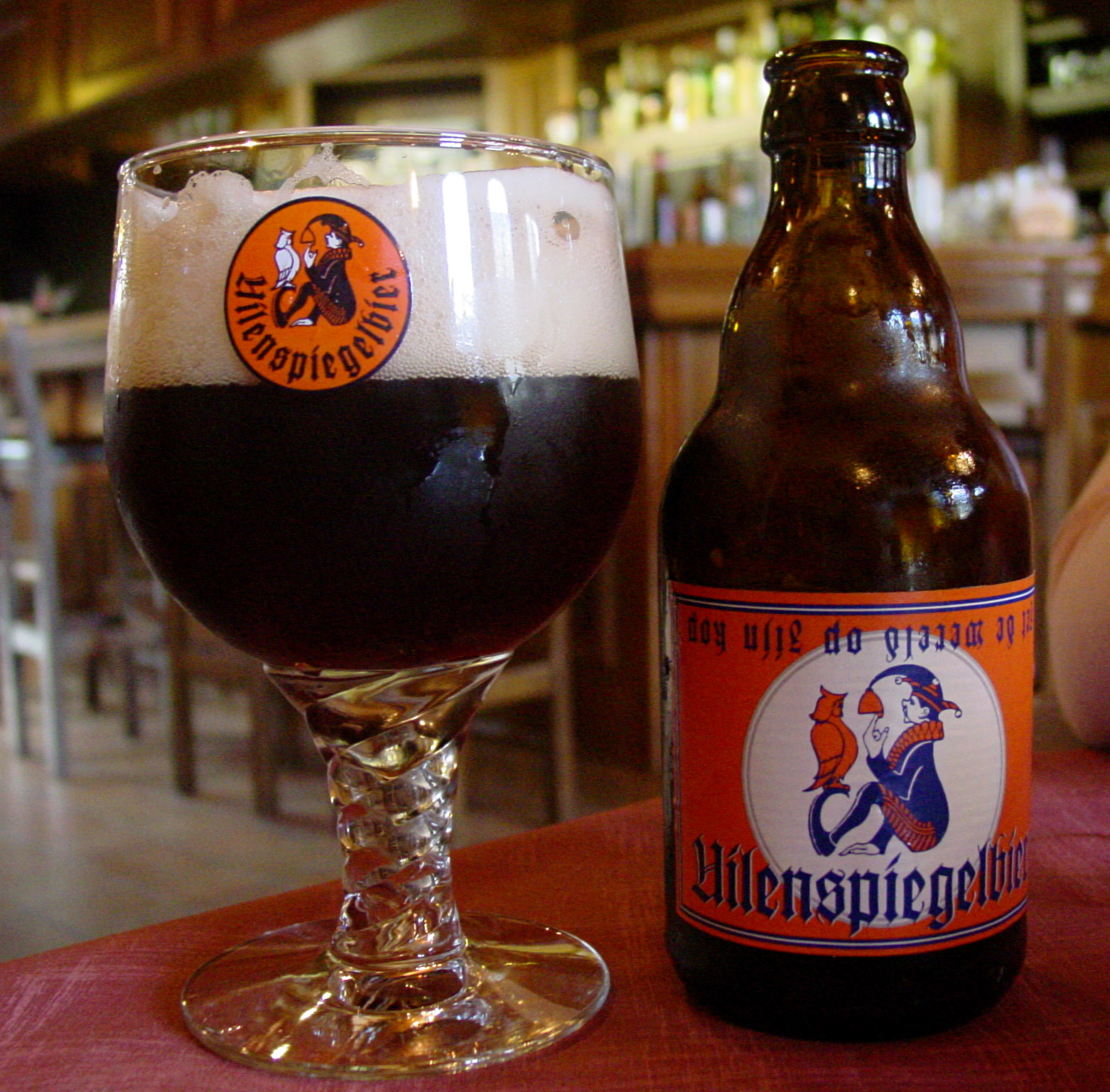
Uilenspiegelbier